# River Lostock
Der River Lostock ist ein Wasserlauf in Lancashire, England. Er entsteht am Zusammenfluss von Slack Brook und Whave’s Brook nordwestlich von Whitnell Fold. 
Er fließt zunächst in südwestlicher und dann westlicher Richtung und unterquert den M61 motorway, um im Süden von Whittle-le-Woods durch den Ort zu fließen und westlich davon seine Richtung auf Norden zu ändern. Er erreicht den Süden von Bamber Bridge, wo er seinen Lauf erst nach Westen und kurz darauf nach Süden ändert, um durch den Westen von Leyland zu fließen. Im Süden dieses Ortes ändert der Wasserlauf erneut seine Richtung auf Westen, um dann im Westen von Croston in den River Yarrow zu münden.